# Declaración de los Derechos del Hombre y del Ciudadano de 1793

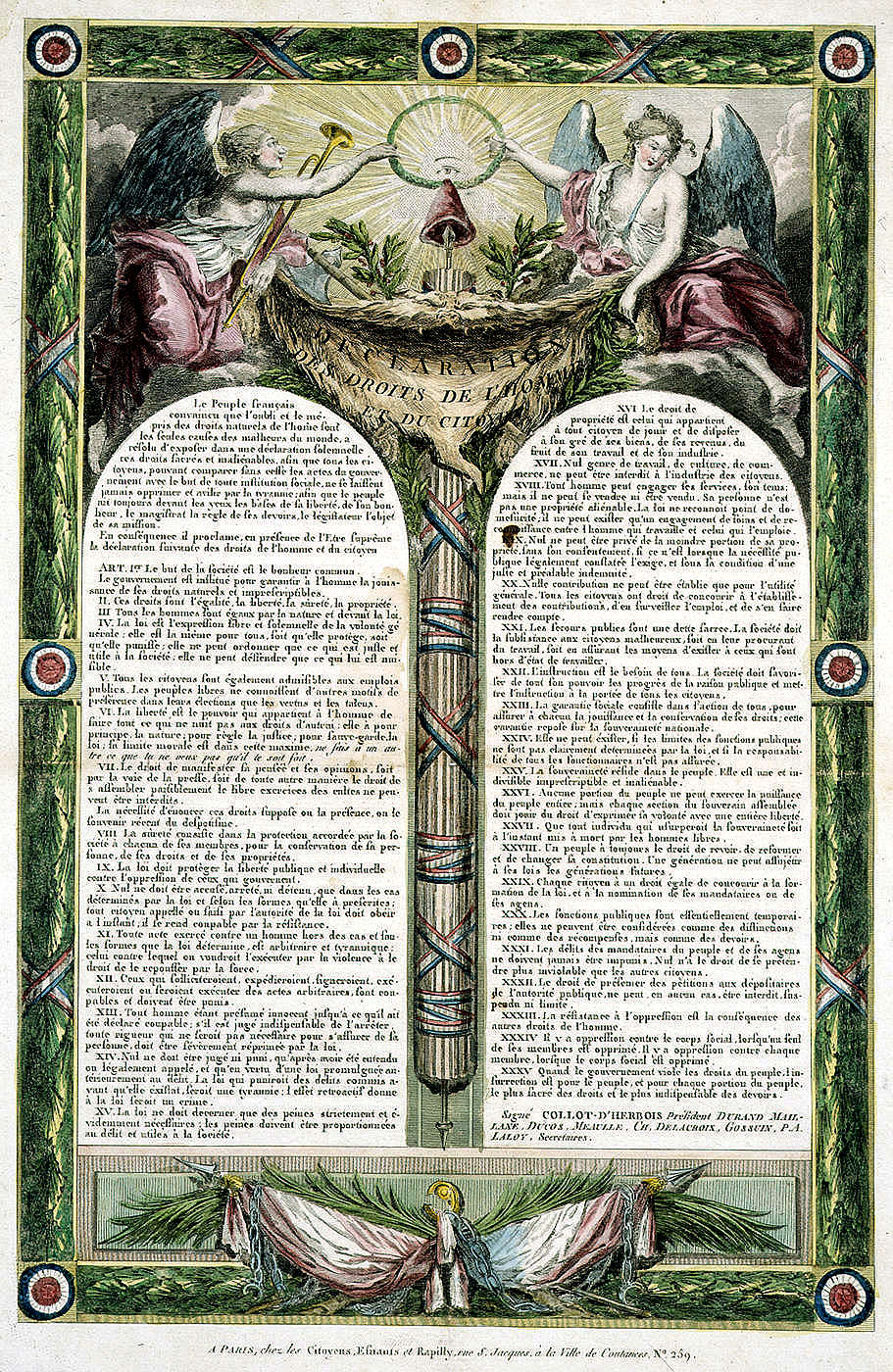
La «Declaración de los Derechos del Hombre y del Ciudadano de 1793» nunca fue adoptada oficialmente

La Declaración de los Derechos del Hombre y del Ciudadano de 1793 (en francés: Déclaration des droits de l'Homme et du citoyen de 1793) es un documento político francés que precedió a la primera constitución republicana de ese país. La Declaración y la Constitución fueron ratificadas por el voto popular en julio de 1793 y adoptadas oficialmente el 10 de agosto; sin embargo, nunca entraron en vigor y la constitución fue suspendida oficialmente el 10 de octubre. No está claro si se pensaba que esta suspensión afectaría también a la Declaración. La Declaración fue escrita por una comisión que incluía a Louis Antoine Léon de Saint-Just y Marie-Jean Hérault de Séchelles durante el período de la Revolución Francesa . La principal distinción entre la Declaración de 1793 y la Declaración de los Derechos del Hombre y del Ciudadano de 1789 es su tendencia igualitaria: la igualdad es el derecho que prevalece en esta declaración. La versión de 1793 incluía nuevos derechos y revisiones de los anteriores: al trabajo, a la asistencia pública, a la educación y a la resistencia a la opresión. 
El texto fue escrito principalmente por Hérault de Séchelles, cuyo estilo y redacción se pueden encontrar en la mayoría de los documentos de la comisión que también redactó la Constitución francesa de 1793 («Constitución del año I») que nunca se implementó. 
El primer proyecto de Constitución de la Cuarta República Francesa también hacía referencia a la versión de 1793 de la Declaración de los Derechos del Hombre y del Ciudadano. El documento de 1793 fue escrito por los jacobinos después de haber expulsado a los girondinos. Fue un compromiso concebido como arma de propaganda y no reflejaba plenamente el radicalismo de los líderes jacobinos. Nunca se puso en vigor. 

## La igualdad como primer derecho natural del hombre
La igualdad es el aspecto más importante de la Declaración de 1793. En su segundo artículo, la igualdad es el primer derecho mencionado (seguido de la libertad, la seguridad y la propiedad). En el artículo 3 se establece “Todos los hombres son iguales por naturaleza y ante la ley ”. Así pues, para los autores de esta declaración la igualdad no es sólo ante la ley sino que es también un derecho natural, es decir, un hecho de la naturaleza.
Ya en aquella época existía una escuela de pensamiento que afirmaba que la libertad y la igualdad pueden volverse rápidamente contradictorias: en efecto, la libertad no resuelve las desigualdades sociales, ya que existen algunas desigualdades naturales (de talento, inteligencia, etc.). Esta escuela de pensamiento consideraba que el gobierno sólo debía proteger la libertad y proclamar únicamente la igualdad natural, y eventualmente la libertad prevalecería sobre la igualdad social ya que todas las personas tienen diferentes talentos y habilidades y son libres de ejercerlos. La pregunta que plantea esta declaración es cómo solucionar las desigualdades sociales. El artículo 21 establece que todo ciudadano tiene derecho a la ayuda pública, que la sociedad está en deuda con cada ciudadano y por tanto tiene el deber de ayudarlo. Los ciudadanos tienen derecho al trabajo y la sociedad tiene el deber de brindar asistencia a aquellos que no pueden trabajar. El artículo 22 declara el derecho a la educación.
Estos derechos son considerados «derechos de segunda generación», derechos económicos y sociales (los primeros serían los naturales o políticos). Estos derechos suponen una mayor intervención del Estado para alcanzar el fin de la sociedad, enunciado en el artículo primero: el bien común.

## Las protecciones de la libertad
La libertad individual sigue siendo un derecho primario y algunos aspectos están definidos con mayor precisión que en la Declaración de 1789 . La declaración establece explícitamente la libertad de religión, de reunión y de prensa (artículo 7), de comercio (artículo 17) y de petición (artículo 32).La esclavitud está prohibida por el artículo 18 que establece: "Todo hombre puede contratar sus servicios y su tiempo, pero no puede venderse ni ser vendido: su persona no es propiedad enajenable".

## Las protecciones de los ciudadanos frente a su propio gobierno
Si bien en cierto modo esta declaración tiene un sesgo más liberal en el sentido moderno estadounidense, ya que afirma que deben existir políticas públicas para el bienestar general, también contiene algunos aspectos libertarios muy fuertes.
El artículo 7 establece: «La necesidad de enunciar estos derechos supone la presencia o el recuerdo reciente del despotismo». El artículo 9: «La ley debe proteger la libertad pública y personal contra la opresión de los gobernantes». El artículo 33 establece que la resistencia a la tiranía es una consecuencia lógica de los derechos del hombre: «La resistencia a la opresión es la consecuencia de los demás derechos del hombre». El artículo 34 establece que si uno es oprimido, todos lo son. El artículo 27 establece que «cualquier persona que usurpe la soberanía será muerta inmediatamente por hombres libres». Aunque no se detalla la usurpación de la soberanía, el artículo 25 explica que la soberanía reside «en el pueblo». No hay duda de que esta manera de pensar influyó profundamente en el gobierno revolucionario durante el Terror .
Por último, el artículo 35 establece que «cuando el gobierno viola los derechos del pueblo, la insurrección es para el pueblo y para cada parte del pueblo el más sagrado de los derechos y el más indispensable de los deberes». Aunque esta declaración nunca se aplicó (como la Constitución de 1793), la historia ha demostrado que el pueblo francés ha seguido este consejo con muchas revoluciones exitosas (1830, 1848) y fallidas (1832, 1870) a lo largo del siglo XIX.